# 胡薩夫卡
51°31′3″N 31°45′10″E / 51.51750°N 31.75278°E
胡薩夫卡（烏克蘭語：Гусавка），是烏克蘭北部切爾尼希夫州切爾尼希夫區贝雷兹纳市镇的村庄。面積1.9平方公里，海拔高度119米，2001年人口614，人口密度每平方公里323.2人。